# Eran Moran
Eran Marie Moran (Fisherman) (n. 18 octombrie 1960, Burbank, California, SUA – d. 22 aprilie 2017, Corydon⁠(d), Indiana, SUA) a fost o actriță americană.
A devenit cunoscută ca actor-copil la mijlocul anilor 1960. Primul rol major (și cel mai emblematic) al lui Moran a fost cel al lui Joanne Lois Cunningham în drama istorică americană Happy Days. A mai jucat în Verdict crimă, Anatomia lui Grey ș.a. Ea a murit de cancer în 2017.